# Lost Boys: The Tribe
Lost Boys: The Tribe is een Amerikaanse horrorfilm met komische elementen uit 2008.  De productie stond onder regie van P.J. Pesce en is een vervolg op The Lost Boys uit 1987, van Joel Schumacher. Van de originele acteurs keert Corey Feldman terug als Edgar Frog en Corey Haim in een cameo-rolletje in de epiloog. De rol van Shane wordt gespeeld door Angus Sutherland, de jongere halfbroer van Kiefer Sutherland die in het eerste deel (The Lost Boys) speelde.

## Verhaal
Chris is een ex-surfkampioen die werd verbannen uit de surfwereld vanwege misdragingen, wat een direct gevolg was van de dood van zijn ouders in een verkeersongeluk. Het geld dat hij met zijn sport verdiende, is inmiddels zo goed als op. Daarom vertrekt hij met zijn zus Nicole naar hun tante Jillian, die een oud huis aan hen verhuurt.
In hun nieuwe woonplaats ontmoet Chris Shane, eveneens een oud-surfkampioen. Hij nodigt Chris uit om die avond op een feest te komen dat hij geeft. Omdat Nicole zich verveelt, eist ze dat hij gaat én dat zij mee mag. Op het feest valt zij als een blok voor Shane, die haar meeneemt voor een rit op zijn motorfiets. Hij laat haar ook drinken van een onbekend drankje uit zijn fles, dat begint op te spelen als ze met Chris weer onderweg naar huis is. Wanneer Nicole haar broer dreigt aan te vallen, duikt Edgar Frog op, die erger voorkomt.
Frog legt Chris uit wat er aan de hand is. Shane blijkt de hoofdman te zijn van een groep vampiers. Het drankje dat hij Nicole gaf, bestond uit zijn bloed. Hierdoor is zij nu half vampier. Zij zal volledig veranderen zodra ze voor het eerst iemands bloed drinkt. Niettemin kan ze ook weer geheel menselijk worden als de hoofdvampier sterft voordat Nicole haar eerste slachtoffer kan maken. Shane wil daarentegen dat niet alleen Nicole volledig vampier wordt en zich eeuwig jong bij zijn groep voegt, maar ook Chris.

## Rolverdeling
| Acteur             | Personage       |
| ------------------ | --------------- |
| Tad Hilgenbrink    | Chris           |
| Angus Sutherland   | Shane           |
| Autumn Reeser      | Nicole          |
| Gabrielle Rose     | Tante Jillian   |
| Corey Feldman      | Edgar Frog      |
| Shaun Sipos        | Kyle            |
| Merwin Mondesir    | Erik            |
| Kyle Cassie        | Jon             |
| Moneca Delain      | Lisa            |
| Greyston Holt      | Evan            |
| Tom Savini         | David Van Etten |
| Daryl Shuttleworth | McGraw          |
| Sarah Smyth        | Hayden          |
| Alexander Calvert  | Grom            |
| Corey Haim         | Sam Emerson     |